# 馮維金站
馮維金站（羅馬化：Fonvizinskaya）是莫斯科地鐵柳布林諾－德米特羅夫線的一個車站，開通於2016年9月16日。車站座落在以戲劇家傑尼斯·伊萬諾維奇·馮維辛命名的馮維金街之下。